# Las Heras (Mendoza)
Las Heras – argentyńskie miasto leżące w prowincji Mendoza, stolica departamentu Las Heras.
Według spisu z roku 2001 miasto liczyło 182 962 mieszkańców.
Miasto jest siedzibą klubu piłkarskiego Huracán Las Heras.